# Kajol
Kajol Devgan (en bengalí: কাজল দেবগন Kajal Debgôn), de naixença Mukherjee (Bombai, 5 d'agost del 1974), és una actriu índia molt popular a Bollywood. Artísticament se la coneix pel sol prenom, com a les actrius de l'edat d'or del cinema indi. Va néixer al si de la família Mukherjee-Samarth, molt influent dins del cinema indi; d'entre els seus membres cal destacar la seva tia Nutan, considerada com una de les més grans actrius índies, i la seva cosina Rani Mukherjee. És considerada com una de les actrius amb més talent de la seva generació i és una de les més ben pagades de Bollywood.

## Dades biogràfiques
El seu primer èxit com a actriu el va assolir amb el thriller Baazigar (1993), on hi actuava amb el també principiant Shahrukh Khan. Amb aquest actor va constituir una de les parelles romàntiques més famoses de Bollywood dels anys 90, i les pel·lícules en què van actuar junts s'han convertit en èxits fenomenals, com Dilwale Dulhania Le Jayenge (1995), Kuch Kuch Hota Hai (1998) i Kabhi Khushi Kabhie Gham (2001). Després d'aquest darrer film, Kajol es va retirar per a consagrar-se a la maternitat. Va tornar al cinema cinc anys més tard com a protagonista de la pel·lícula Fanaa (2006), o compartia el protagonisme amb Aamir Khan. I el 2010 es va refer la parella Shahrukh Khan-Kajol amb la pel·lícula My Name Is Khan.
Ha actuat igualment amb la majoria d'estrelles masculines de Bollywood i el 2010 ja havia guanyat cinc Filmfare Awards a la millor actriu. Està casada amb l'actor Ajay Devgan des del 1999 amb qui ha tingut dos fills.

## Filmografia
| Any  | Pel·lícula                      | Director          | Paper                  | Notes |
| ---- | ------------------------------- | ----------------- | ---------------------- | --- |
| 1992 | Bekhudi                         | Rahul Rawail      | Radhika                | |
| 1993 | Baazigar                        | Abbas-Mastan      | Priya Chopra           | |
| 1994 | Udhaar Ki Zindagi               | K.V. Raju         | Sita                   | |
| 1994 | Yeh Dillagi                     | Naresh Malhotra   | Sapna                  | Nominada al Filmfare Award a la millor actriu                                                                     |
| 1995 | Karan Arjun                     | Rakesh Roshan     | Sonia Saxena           | |
| 1995 | Taaqat                          | Talat Jani        | Kavita                 | |
| 1995 | Hulchul                         | Anees Bazmee      | Sharmili               | |
| 1995 | Gundaraj                        | Guddu Dhanoa      | Ritu                   | |
| 1995 | Dilwale Dulhania Le Jayenge     | Aditya Chopra     | Simran Singh           | Gunyadora del Filmfare Award a la millor actriu                                                                   |
| 1996 | Bambai Ka Babu                  | Vikram Bhatt      | Neha                   | |
| 1997 | Gupt: The Hidden Truth          | Rajiv Rai         | Isha Diwan             | Guanyadora del Filmfare Award al millor paper de dolent                                                           |
| 1997 | Hamesha                         | Sanjay Gupta      | Rani Sharma/Reshma     | |
| 1997 | Minsara Kanavu                  | Rajiv Menon       | Priya Amalraj          | Guanyadora del Filmfare Award a la millor actriu del Sud (pel·lícula tamul, doblada en hindi amb el títol Sapnay) |
| 1997 | Ishq                            | Indra Kumar       | Kajal                  | |
| 1998 | Pyaar Kiya To Darna Kya         | Sohail Khan       | Muskaan Thakur         | |
| 1998 | Duplicate                       | Mahesh Bhatt      | Noia a l'estació       | Aparició especial                                                                                                 |
| 1998 | Dushman                         | Tanuja Chandra    | Sonia/Naina Saigal     | Nominada al Filmfare Award a la millor actriu                                                                     |
| 1998 | Pyaar To Hona Hi Tha            | Anees Bazmee      | Sanjana                | Nominada al Filmfare Award a la millor actriu                                                                     |
| 1998 | Kuch Kuch Hota Hai              | Karan Johar       | Anjali Sharma          | Guanyadora del Filmfare Award a la millor actriu                                                                  |
| 1999 | Dil Kya Kare                    | Prakash Jha       | Nandita Rai            | |
| 1999 | Hum Aapke Dil Mein Rehte Hain   | Satish Kaushik    | Megha                  | Nominada al Filmfare Award a la millor actriu                                                                     |
| 1999 | Hote Hote Pyaar Ho Gaya         | Firoz Irani       | Pinky                  | |
| 2000 | Raju Chacha                     | Anil Devgan       | Anna                   | |
| 2001 | Kuch Khatti Kuch Meethi         | Rahul Rawail      | Tina/Sweety Khanna     | Doble paper |
| 2001 | Kabhi Khushi Kabhie Gham        | Karan Johar       | Anjali Sharma Raichand | Guanyadora del Filmfare Award a la millor actriu                                                                  |
| 2003 | Kal Ho Naa Ho                   | Nikhil Advani     |                        | Aparició especial: Maahi Ve                                                                                       |
| 2006 | Fanaa                           | Kunal Kohli       | Zooni Ali Beg          | Guanyadora del Filmfare Award a la millor actriu                                                                  |
| 2006 | Kabhi Alvida Naa Kehna          | Karan Johar       |                        | Aparició especial: Rock N Roll Soniye                                                                             |
| 2007 | Om Shanti Om                    | Farah Khan        | Ella mateixa           | Aparició especial: Deewangi Deewangi                                                                              |
| 2008 | U, Me Aur Hum                   | Ajay Devgan       | Piya                   | Nominada al Filmfare Award a la millor actriu                                                                     |
| 2008 | Haal-e-dil                      | Anil Devgan       |                        | Aparició especial: Oye Hoye                                                                                       |
| 2008 | Rab Ne Bana Di Jodi             | Aditya Chopra     |                        | Aparició especial: Phir Milenge Chalte Chalte                                                                     |
| 2009 | Vighnaharta Shree Siddhivinayak | Yashwant Ingavale |                        | Aparició especial                                                                                                 |
| 2010 | My Name Is Khan                 | Karan Johar       | Mandira Khan           | Guanyadora del Filmfare Award a la millor actriu                                                                  |
| 2010 | We Are Family                   | Sidharth Malhotra | Maya                   | |
| 2010 | Toonpur Ka Superhero            | Kireet Khurana    | Priya                  | |